# Административное деление СССР на 1 января 1946 года

## СССР. 1 января 1946 года
СССР делился на республики
- общее число союзных республик — 16
- общее число краёв и областей — 132, в том числе:

1. общее число краёв — 6
2. общее число областей — 126
3. общее число внутрикраевых областей — 3

- общее число округов — 24, в том числе:

1. общее число национальных округов — 10
2. общее число административных округов — 14

- общее число уездов — 61
- общее число волостей — 1013
- общее число районов — 4195
- общее число сельсоветов — 71 114
- общее число районов в городах — 525
- общее число городов — 1322, пгт — 1926
- столица СССР — город Москва
- список республик:

1. РСФСР (г. Москва)
2. Украинская ССР (г. Киев)
3. Белорусская ССР (г. Минск)
4. Азербайджанская ССР (г. Баку)
5. Грузинская ССР (г. Тбилиси)
6. Армянская ССР (г. Ереван)
7. Туркменская ССР (г. Ашхабад)
8. Узбекская ССР (г. Ташкент)
9. Таджикская ССР (г. Сталинабад)
10. Казахская ССР (г. Алма-Ата)
11. Киргизская ССР (г. Фрунзе)
12. Карело-Финская ССР (г. Петрозаводск)
13. Молдавская ССР (г. Кишинёв)
14. Литовская ССР (г. Вильнюс)
15. Латвийская ССР (г. Рига)
16. Эстонская ССР (г. Таллин)